# 福島荒川橋
E4
福島荒川橋（ふくしまあらかわはし）は、福島県福島市にある道路橋である。

## 概要
- 全長：188.0m[1]
  - 主径間：42.5m[2]
- 幅員：10.0m×2[1]
- 形式：PC単純中空床版桁橋+4径間鋼連続非合成多主鈑桁橋（計5径間）[3]
- 施工：日立造船[2]
- 竣工：1974年[1]

佐倉下字橋本北、字馬洗から仁井田字前川原、前林川原に至り、東北自動車道福島西インターチェンジ～吾妻パーキングエリア間を通す。一級水系阿武隈川水系荒川を渡り、すぐ終点側にて福島県道126号福島微温湯線を渡るボックスカルバートと接続する。起点側の市道交差部1径間が中空床版桁橋、残りの4径間が荒川渡河部の鋼鈑桁橋である。1975年4月1日に郡山インターチェンジから白石インターチェンジの間が開通したことにより供用が開始された。
床版耐久性向上のため、2003年に厚さ5センチの鋼繊維コンクリートによる床版上面増厚と防水工事が行われたが、多くの交通量と冬期間の凍結抑制剤の散布による老朽化が進行したため、2015年春に上り線の、同年秋に下り線の床版の交換が行われた。現場作業の削減による工期の短縮と品質確保を目的とし、幅2m、厚さ240mmのプレキャストPC床版が用いられ、本橋には上下線それぞれ82枚が架設されている。既設床版の撤去と新設床版の架設は片方あたり概ね10日ほどで実施された。工事期間中は片側の橋梁を上下対面通行として利用した車線規制が実施された。

## 周辺
- 旧佐久間邸